# Kanamarua tazimai
Kanamarua tazimai is een slakkensoort uit de familie van de Colubrariidae. De wetenschappelijke naam van de soort is voor het eerst geldig gepubliceerd in 1951 door Kuroda.